# Естуарски крокодил
Естуарски крокодил (лат. Crocodylus porosus) је највећа жива врста крокодила и гмизаваца. Живи у одговарајућој околини широм Југоисточне Азије и Северне територије у Аустралији.

## Изглед и величина
Просечан одрасли мужјак естуарског крокодила је од 4.8 до 5 метара дугачак и тежи отприлике око 770 килограма. Женке су много мање од мужјака, и дугачке су од 2.1 до 2.7 метара. За разлику од осталих крокодила чија су тела више виткије линије, естуарски има ширу грађу тела, као и особину да има мање оклопних плоча на врату. Ово доводи до теорије да је овај крокодил заправо алигатор. 
 Највећи измерен примерак је убијен 1978. године на Суматри - био је 8,6 метара дугачак и имао је масу од 2152 килограма. Постојале су многе контроверзије о правој измереној величини ових гмизаваца. Најдужи измерен примерак, од њушке до репа, је била заправо кожа угинулог естуарског крокодила и имала је дужину од 6,2 метра. С обзиром на то да кожа има особину да се незнатно скупи након одвајања од остатка тела, процењује се да је права дужина овог примерка износила 6,3 метра, као и то да је имао масу од 1200 килограма..
Гинисова књига рекорда је прихватила тврдњу да 7 метара дугачак естуарски крокодил живи у Ориси, Индији, иако тачна мерила нису извршена.
Очекивана животна старост естуарских крокодила је приближно 70 година.

## Распрострањеност
Широм свог станишта, као на пример у Тајланду, Камбоџи и у Вијетнаму, број естуарских крокодила је озбиљно смањен и ова врста је тамо веома ретка и њено стање доведено чак до нестанка у тим земљама. Раштркане популације обитавају у Индонезији и Малезији, док у неким регионима, на пример на Борнеу живе велике популације. Просечан број крокодила у јужном Пацифику, као нпр. око Соломонових острва је јако мали, и популацији на Вануату ускоро прети изумирање.
Естуарски крокодили су некада живели на широко на западу све до од источних обала Африке и Сејшела. Тада се сматрало да су то популације нилских крокодила, али се касније доказало супротно.

## Станиште
Естуарски крокодили генерално насељавају тропске, влажне регионе око слатководних мочвара и река, где се селе до естуара током сушних сезона, а понекад путују далеко све до мора. Жестоко бране своју територију, а доминантни мужјаци заузимају најподесније делове речних залива и потока. Због овога, млађи крокодили су натерани да се повуку у више ивичне речне системе и понекад до океана. Ово објашњава теорију о њиховом широком ареалу распрострањења (од западних обала Индије до северне Аустралије). Естуарски крокодили пливају брзином од 24 до 28 километара на час на кратким размерама, али када крстаре водом, пливају брзином од тек 3 до 5 km/h.

## Исхрана и лов
Ови огромни гмизавци су врхунски грабљивци способни да убију плен величине одраслог воденог бивола, било на води или копну. Било је и случајева када су нападали људе. Младунци су, пак, ограничени на ситан плен, попут инсеката, водоземаца, ракова и риба. Одрасли крокодили се хране мајмунима, дивљим свињама, дингозима, већим гуштерима, домаћом стоком, птицама, ајкулама и људима. Током дана су поспани, не крећу се много, јер најчешће лове ноћу. Веома су покретни у води, одакле праве динамичне и бурне покрете када је у питању лов, док су и на копну врло окретни и брзи.
Плен лови из заседе. Обично чека да му се животиња довољно приближи пре него што експлозивно нападну, без икаквог упозорења. Користе своју огромну снагу како би одвукли жртву до воде. Већину плена убије сам стисак моћних вилица, иако неки буду ненамерно удављени. Притисак које стварају вилице ових крокодила је довољан да смрска лобању одраслог воденог бивола.